# FIFA 15
FIFA 15 es un videojuego de fútbol desarrollado por EA Canada y publicado por EA Sports. Es el 22.º de la serie y salió a la venta el 23 de septiembre en América del Norte y el 25 de septiembre en Europa para Windows y consolas portátil de la sexta generación PlayStation Portable y  consolas de la séptima generación Xbox 360, PlayStation 3 y Wii;  y de octava generación PlayStation 4, Xbox One, PlayStation Vita y Nintendo 3DS. En cuanto al motor, cuenta con el motor Ignite para PlayStation 4, Xbox One y PC; mientras que para PlayStation 3 y Xbox 360 mantiene el Impact Engine. Es el último título de la franquicia que se lanza para Wii , PS Vita y 3DS.

## Ultimate Team
Ultimate Team este año cuenta con una nueva función, en la que los usuarios pueden fichar jugadores de préstamo por un período limitado de partidos. Otra nueva característica es el concepto Squad, donde los jugadores tienen un acceso a la base de datos del juego y pueden crear un "equipo de ensueño".  Una serie de nuevas leyendas también se presentó en el juego, incluyendo Franz Beckenbauer, Roberto Carlos, Peter Schmeichel y Hristo Stoichkov, que solo están disponibles en Xbox One y Xbox 360. En Fut Champions se tiene que jugar 1250 partidos.

## Jugabilidad
La mayoría de los cambios de jugabilidad con respecto al FIFA 14 y al 2014 FIFA World Cup intentan dar mayor realismo al encuentro, tanto en lo que respecta al ambiente que lo rodea como dentro del campo.
Fueron añadidas alrededor de 600 reacciones de los futbolistas a determinadas jugadas tales como fallar una ocasión de gol o convertir uno sobre el final del partido. Las aficiones cantarán canciones en relación con el país de donde provienen, creando una atmósfera más reconocible.
Los jugadores tanto del equipo propio como el rival reconocerán qué sucede en el partido y ajustarán sus tácticas a ello, como tomar una estrategia defensiva o hacer tiempo. Estas tácticas también podrán ser ajustadas manualmente.
Se facilitó el regate con jugadores habilidosos, abriendo más posibilidades en el ataque cuando se cuenta con futbolistas capacitados así como las batallas por la posesión, agregando al videojuego tirones de camisetas cuando se intenta quitar el balón.
En las plataformas que tienen Ignite engine, PlayStation 4, Xbox One y PC, habrá mayor nivel de detalle en las caras y vestimenta. También se incrementó la vida en los objetos del campo de juego, como las redes de las porterías o los banderines.
Las versiones de las consolas Wii, PlayStation Vita y Nintendo 3DS seguirá con su actual "Legacy Edition" o "Edición Legado" en español, lo cual significa que todo el juego es igual a la versión anterior, solo que están actualizados los uniformes y plantillas nuevos de la temporada 2014-2015.
Para los amantes del juego el línea FIFA 15 ofrece uno de los más robustos y completos sistemas de juego en línea, con numerosas opciones para competir con personas de todas partes del mundo, de manera rápida y sencilla. Algunos problemas de lag se siguen experimentando, pero existen muchas variables al respecto como para echarle la culpa a EA.

## Demo
EA anunció la demo el 30 de agosto. La misma cuenta con ocho equipos, el Borussia Dortmund alemán, el Napoli italiano, el Paris Saint Germain francés, el Barcelona español, Boca Juniors de Argentina; y el Chelsea, Manchester City y Liverpool de Inglaterra; y está disponible para descargar desde el 9 de septiembre para PlayStation 4, PlayStation 3, Xbox One, Xbox 360 y PC.

## Banda sonora
| - Avicii - The Nights - A-Trak - Push Ft. Andrew Wyatt - Bang La Decks - Utopia feat. Dominique Young Unique - Broods - L.A.F. - Catfish And The Bottlemen - Cocoon - ChocQuibTown - Uh La La - Death From Above 1979 - Crystal Ball - Dirty South (DJ) - Tunnel Vision feat. SomeKindaWonderful - Elliphant - All Or Nothing feat. Bunji Garlin and Diplo - Elliphant - Purple Light feat. Doja Cat - Emicida feat. Rael - Levanta e Anda - FMLYBND - Come Alive - Foster the People - Are You What You Want To Be? - Jacob Banks - Move With You - Joywave - Tongues feat. Kopps - Jungle - Busy Earnin' - Kasabian - Stevie - Kinski Gallo - Cumbia Del Corazón - Kwabs - Walk - Lowell - Palm Trees - Madden Brothers - We Are Done - Madeon - Imperium - Magic Man - Tonight - Milky Chance - Down By The River - MPB4 - Agiboré (Marky's Ye-Mele Refix) - Nico & Vinz - When The Day Comes - Polock - Everlasting - Prides - Out Of The Blue - Rudimental - Give You Up feat. Alex Clare (World Cup Remix) - Saint Motel - My Type - Saint Raymond - Wild Heart - Santé Les Amis - Brasil - Slaptop - Sunrise - Teddybears - Sunshine feat. Natalie Storm - Tensnake - Pressure feat. Thabo - The Griswolds - 16 Years - The Kooks - Around Town - The Mountains - The Valleys - The Ting Tings - Super Critical - tUnE-yArDs - Water Fountain - Vance Joy - Mess Is Mine |

## Portada
Lionel Messi seguirá siendo el protagonista global en esta entrega. Basados en la localización se utilizan como portada este jugador y otros de la respectiva región o país.
| Región o país/es                             | Jugador                          |
| -------------------------------------------- | -------------------------------- |
| Australia y Nueva Zelanda                    | Tim Cahill                       |
| Austria                                      | David Alaba                      |
| Bélgica, Francia, Países Bajos y Reino Unido | Eden Hazard                      |
| Estados Unidos                               | Clint Dempsey                    |
| Italia                                       | Gonzalo Higuaín                  |
| Japón                                        | Atsuto Uchida                    |
| Latinoamérica                                | Arturo Vidal y Michael Barrantes |
| Medio Oriente                                | Yahya Al-Shehri                  |
| México                                       | Javier Hernández                 |
| Polonia                                      | Robert Lewandowski               |
| Suiza                                        | Xherdan Shaqiri                  |
| Turquía                                      | Arda Turan                       |

## Comentaristas
| Región o País   | Idioma     | Comentaristas |
| --------------- | ---------- | --- |
| Brasil          | Portugués  | Tiago Leifert Caio Ribeiro |
| España          | Español    | Manolo Lama Paco González Antonio Ruiz |
| Estados Unidos  | Inglés     | Martin Tyler Alan Smith |
| Francia         | Francés    | Hervé Mathoux Franck Sauzée |
| Hispanoamérica  | Español    | Fernando Palomo Mario Alberto Kempes Enrique Bermúdez de la Serna (Solo para Nintendo Wii y nintendo 3DS) Ricardo Pelaez (Solo para Nintendo Wii y nintendo 3DS) |
| Italia          | Italiano   | Pierluigi Pardo Stefano Nava |
| Mundo árabe     | Árabe      | Essam El Shawaly Abdullah Al-Mubarak Harby |
| Países Bajos    | Neerlandés | Youri Mulder Evert ten Napel |
| Polonia         | Polaco     | Dariusz Szpakowski Wlodzimierz Szaranowicz |
| Portugal        | Portugués  | Hélder Conduto David Carvalho |
| Reino Unido     | Inglés     | Clive Tyldesley Andy Townsend Alan Smith Martin Tyler Geoff Shreeves                                                                                             |
| República Checa | Checo      | Jaromír Bosák Petr Svěcený |
| Rusia           | Ruso       | Yuri Rozanov Vasilij Solov'ëv Alexander Loginov |

## Ligas
En lo que respecta a las ligas, EA Sports confirmó que la Serie A, primera división de Italia, estaría totalmente licenciada, incluyendo el trofeo, el balón, el logo oficial y los 20 clubes con sus respectivos escudos y uniformes. En contraste, un cambio en la manera de licenciar los jugadores en Brasil, provocó sorpresivamente que el Campeonato Brasileño, fuera retirado del videojuego.
En cuanto a las ligas nuevas con respecto a la edición anterior, vuelve la Superliga de Turquía, que había sido retirada tras el FIFA 11.
| Región o País             | Liga                           | Confederación |
| ------------------------- | ------------------------------ | ------------- |
| Alemania                  | Bundesliga                     | UEFA          |
| Alemania                  | 2. Bundesliga                  | UEFA          |
| Arabia Saudita            | Abdul Latif Jameel League      | AFC           |
| Argentina                 | Torneo de Primera (A)          | CONMEBOL      |
| Australia y Nueva Zelanda | Hyundai A-League               | AFC           |
| Austria                   | Bundesliga A.                  | UEFA          |
| Bélgica                   | Jupiler Pro League             | UEFA          |
| Chile                     | Campeonato Nacional Scotiabank | CONMEBOL      |
| Colombia                  | Liga Dimayor                   | CONMEBOL      |
| Corea del Sur             | K League Classic               | AFC           |
| Dinamarca                 | Alka Superligaen               | UEFA          |
| Escocia                   | Premiership                    | UEFA          |
| España                    | Liga BBVA                      | UEFA          |
| España                    | Liga Adelante                  | UEFA          |
| Canadá y Estados Unidos   | MLS                            | CONCACAF      |
| Francia y Mónaco          | Ligue 1                        | UEFA          |
| Francia y Mónaco          | Ligue 2                        | UEFA          |
| Inglaterra y Gales        | Premier League                 | UEFA          |
| Inglaterra y Gales        | FL Championship                | UEFA          |
| Inglaterra y Gales        | Football League One            | UEFA          |
| Inglaterra y Gales        | Football League Two            | UEFA          |
| Irlanda                   | Airtricity League              | UEFA          |
| Italia                    | Serie A TIM                    | UEFA          |
| Italia                    | Serie B (B)                    | UEFA          |
| México                    | Liga Bancomer MX               | CONCACAF      |
| Noruega                   | Tippeligaen                    | UEFA          |
| Países Bajos              | Eredivisie                     | UEFA          |
| Polonia                   | Ekstraklasa                    | UEFA          |
| Portugal                  | Liga NOS (C)                   | UEFA          |
| Rusia                     | Russian Premier League         | UEFA          |
| Suecia                    | Allsvenskan                    | UEFA          |
| Suiza                     | Super League                   | UEFA          |
| Turquía                   | Süper Lig Vuelve               | UEFA          |
| Resto del Mundo           | MLS All-Stars Desbloqueable    |               |
| Resto del Mundo           | Adidas All-Stars Desbloqueable |               |
| Resto del Mundo           | Classic XI                     |               |
| Resto del Mundo           | Mundo XI                       |               |
| Resto del Mundo           | Rangers                        |               |
| Resto del Mundo           | New York City FC               |               |
| Resto del Mundo           | Orlando City SC                |               |
| Resto del Mundo           | Olympiacos                     |               |
| Resto del Mundo           | Panathinaikos                  |               |
| Resto del Mundo           | PAOK Salónica                  |               |
| Resto del Mundo           | Kaizer Chiefs                  |               |
| Resto del Mundo           | Orlando Pirates                |               |
| Resto del Mundo           | Shakhtar Donetsk               |               |

(A) = Solamente no están licenciados los siguientes equipos: Olimpo (Bahía Blanca), Banfield (Banfield),
Defensa y Justicia (Fl. Varela), Gimnasia y Esgrima La Plata
(G. La Plata), Atlético Rafaela (Rafaela) y Arsenal (Sarandí).
(B) = Solamente están licenciados los que descendieron en la Serie A (Italia) 2013/14: Catania, Bologna y Livorno.
En los equipos de Resto del mundo desaparece el AEK Atenas.
Los equipos New York City FC y Orlando City SC serán agregados a través de una actualización, se agregarán a la liga "Resto del Mundo".

## Selecciones nacionales
El juego cuenta con 47 nacionales de fútbol. Las selecciones son las mismas que estuvieron presentes en FIFA 14.
La única novedad que presenta el juego, es que se pierde la licencia de la selección de Bélgica, a su vez se licencia completamente la selección de Gales, selección que regresó en la edición anterior del juego.
| Confederación     | Selección                                 | Licencia   |
| ----------------- | ----------------------------------------- | ---------- |
| Alemania          | Selección de fútbol de Alemania           | Licenciada |
| Austria           | Selección de fútbol de Austria            | Licenciada |
| Bélgica           | Selección de fútbol de Bélgica            | Parcial    |
| Bulgaria          | Selección de fútbol de Bulgaria           | Parcial    |
| Dinamarca         | Selección de fútbol de Dinamarca          | Licenciada |
| Escocia           | Selección de fútbol de Escocia            | Licenciada |
| Eslovenia         | Selección de fútbol de Eslovenia          | Parcial    |
| España            | Selección de fútbol de España             | Licenciada |
| Finlandia         | Selección de fútbol de Finlandia          | Parcial    |
| Francia           | Selección de fútbol de Francia            | Licenciada |
| Gales             | Selección de fútbol de Gales              | Licenciada |
| Grecia            | Selección de fútbol de Grecia             | Licenciada |
| Holanda           | Selección de fútbol de los Países Bajos   | Licenciada |
| Hungría           | Selección de fútbol de Hungría            | Parcial    |
| Inglaterra        | Selección de fútbol de Inglaterra         | Licenciada |
| Irlanda           | Selección de fútbol de Irlanda            | Licenciada |
| Irlanda del Norte | Selección de fútbol de Irlanda del Norte  | Licenciada |
| Italia            | Selección de fútbol de Italia             | Licenciada |
| Noruega           | Selección de fútbol de Noruega            | Licenciada |
| Polonia           | Selección de fútbol de Polonia            | Licenciada |
| Portugal          | Selección de fútbol de Portugal           | Parcial    |
| República Checa   | Selección de fútbol de la República Checa | Licenciada |
| Rumanía           | Selección de fútbol de Rumanía            | Parcial    |
| Rusia             | Selección de fútbol de Rusia              | Parcial    |
| Suecia            | Selección de fútbol de Suecia             | Licenciada |
| Suiza             | Selección de fútbol de Suiza              | Parcial    |
| Turquía           | Selección de fútbol de Turquía            | Licenciada |
| Argentina         | Selección de fútbol de Argentina          | Licenciada |
| Bolivia           | Selección de fútbol de Bolivia            | Parcial    |
| Brasil            | Selección de fútbol de Brasil             | Licenciada |
| Chile             | Selección de fútbol de Chile              | Parcial    |
| Colombia          | Selección de fútbol de Colombia           | Parcial    |
| Ecuador           | Selección de fútbol de Ecuador            | Parcial    |
| Paraguay          | Selección de fútbol de Paraguay           | Parcial    |
| Perú              | Selección de fútbol de Perú               | Parcial    |
| Uruguay           | Selección de fútbol de Uruguay            | Parcial    |
| Venezuela         | Selección de fútbol de Venezuela          | Parcial    |
| Camerún           | Selección de fútbol de Camerún            | Parcial    |
| Costa de Marfil   | Selección de fútbol de Costa de Marfil    | Parcial    |
| Egipto            | Selección de fútbol de Egipto             | Parcial    |
| Sudáfrica         | Selección de fútbol de Sudáfrica          | Parcial    |
| Australia         | Selección de fútbol de Australia          | Licenciada |
| Corea del Sur     | Selección de fútbol de Corea del Sur      | Licenciada |
| India             | Selección de fútbol de la India           | Parcial    |
| Estados Unidos    | Selección de fútbol de los Estados Unidos | Licenciada |
| México            | Selección de fútbol de México             | Licenciada |
| Nueva Zelanda     | Selección de fútbol de Nueva Zelanda      | Parcial    |

### Competiciones internacionales
FIFA 15 mantendrá equivalentes de diversas competiciones internacionales a nivel de selecciones y clubes para el modo carrera.
- 35 - La Eurocopa - Campeonato Europeo

- 36 - La Copa América - South American Cup (Inglés) - Copa Sudamérica (Español)

- 37 - La Copa Mundial de Fútbol - Licenciado

- 38 - La Copa FIFA Confederaciones - Licenciado

- 39 - La UEFA Champions League - Champions Cup (Inglés) - Copa Campeones (Español)

- 40 - La UEFA Europa League - Euro League (Inglés) - Euro Liga (Español)

- 41 - La UEFA Super Cup - Euro Super Cup (Inglés) - Copa Europa (Español)

- 42 - La Copa Libertadores de América - Latin Cup (Inglés) - Copa Latina (Español)

## Estadios
Estos son todos los estadios licenciados y genéricos de FIFA 15. La única novedad que presenta el juego en cuanto a los estadios, es la licencia de los estadios de los 20 equipos de la Premier League 2014/15. El Stade Vélodrome del Olympique de Marsella no aparecerá en el videojuego por desconocidas razones. El resto de los estadios, serán los mismos que estuvieron presentes en FIFA 14.
41 son los estadios licenciados.
Los estadios en negrita son nuevos en el videojuego.
| País               | Estadio                 | Club/es                       |
| ------------------ | ----------------------- | ----------------------------- |
| Alemania           | Allianz Arena           | Bayern Múnich y 1860 Múnich   |
| Alemania           | Imtech Arena            | Hamburgo                      |
| Alemania           | Olympiastadion          | Hertha Berlín y Alemania      |
| Alemania           | Signal Iduna Park       | Borussia Dortmund             |
| Alemania           | Veltins-Arena           | Schalke 04                    |
| Arabia Saudita     | King Fahd Stadium       | Al-Hilal y Al-Shabab          |
| Argentina          | La Bombonera            | Boca Juniors                  |
| Canadá             | BC Place                | Vancouver Whitecaps           |
| España             | Camp Nou                | Barcelona                     |
| España             | Mestalla                | Valencia                      |
| España             | Santiago Bernabéu       | Real Madrid                   |
| España             | Vicente Calderón        | Atlético de Madrid            |
| Francia            | Parc des Princes        | París Saint-Germain y Francia |
| Francia            | Stade Gerland           | Olympique de Lyon             |
| Inglaterra y Gales | Anfield                 | Liverpool                     |
| Inglaterra y Gales | Boleyn Ground           | West Ham United               |
| Inglaterra y Gales | Britannia Stadium       | Stoke City                    |
| Inglaterra y Gales | Emirates Stadium        | Arsenal                       |
| Inglaterra y Gales | Etihad Stadium          | Manchester City               |
| Inglaterra y Gales | Goodison Park           | Everton                       |
| Inglaterra y Gales | KC Stadium              | Hull City                     |
| Inglaterra y Gales | King Power Stadium      | Leicester City                |
| Inglaterra y Gales | Liberty Stadium         | Swansea City                  |
| Inglaterra y Gales | Loftus Road             | Queens Park Rangers           |
| Inglaterra y Gales | Old Trafford            | Manchester United             |
| Inglaterra y Gales | Selhurst Park           | Crystal Palace                |
| Inglaterra y Gales | St James' Park          | Newcastle United              |
| Inglaterra y Gales | St Mary's Stadium       | Southampton                   |
| Inglaterra y Gales | Stadium of Light        | Sunderland                    |
| Inglaterra y Gales | Stamford Bridge         | Chelsea                       |
| Inglaterra y Gales | The Hawthorns           | West Bromwich Albion          |
| Inglaterra y Gales | Turf Moor               | Burnley                       |
| Inglaterra y Gales | Villa Park              | Aston Villa                   |
| Inglaterra y Gales | Wembley Stadium         | Inglaterra                    |
| Inglaterra y Gales | White Hart Lane         | Tottenham Hotspur             |
| Italia             | San Siro                | Milan e Internazionale        |
| Italia             | Juventus Stadium        | Juventus                      |
| Italia             | Stadio Olimpico di Roma | Roma, Lazio e Italia          |
| México             | Estadio Azteca          | América y México              |
| Países Bajos       | Ámsterdam Arena         | Ajax y Países Bajos           |
| Ucrania            | Donbass Arena           | Shakhtar Donetsk              |

### Estadios ficticios
| - Akaaroa Stadium - Aloha Park - Arena D'Oro - Arena del Centenario - Court Lane - Crown Lane - Eastpoint Arena - El Libertador - El Monumento - Estadio de las Artes - Estadio Nacional/El Medio - Estadio Presidente G. Lopes - Euro Park - FIWC Stadium (Exclusivo para PS3) - Forest Park Stadium - Ivy Lane | - La Canchita - Molton Road - O Dromo - Sanderson Park - Stade Kokoto - Stade Municipal - Stadio Classico - Stadio Comunale - Stadion 23. Maj - Stadion Europa - Stadion Hanguk - Stadion Neder - Stadion Olympik - Town Park - Union Park Stadium - Waldstadion |

Todos los estadios ficticios, solamente están disponibles para PC, Xbox One, PS4, Xbox 360 y PS3